# Iwan Kaługin
Iwan Łukicz Kaługin, ros. Иван Лукич Калугин (ur. ?, zm. 6 stycznia 1963 r. w Wielkiej Brytanii) – rosyjski wojskowy (pułkownik), emigrant, dowódca plutonu broni ciężkiej 1 Batalionu 3 Pułku, a następnie 1 Batalionu 4 Pułku Rosyjskiego Korpusu Ochronnego podczas II wojny światowej.
W 1914 r. ukończył szkołę kawaleryjską w Jelizawetgradzie. Brał udział w I wojnie światowej. Służył w stopniu sztabsrotmistrza w 15 Tatarskim Pułku Ułanów. W 1917 r. ukończył szkołę lotniczą w Gatczynie. W 1918 r. wstąpił do nowo formowanych wojsk Białych gen. Antona I. Denikina. Służył w 1 Dywizjonie Samochodów Pancernych. W połowie listopada 1920 r. wraz z wojskami Białych został ewakuowany z Krymu do Gallipoli. W obozie dla internowanych wszedł w skład kompanii radiowej Batalionu Telegraficznego Pułku Technicznego. Na emigracji zamieszkał w Bułgarii. Awansował do stopnia pułkownika. Po zajęciu Jugosławii przez wojska niemieckie w kwietniu 1941 r., wstąpił do nowo formowanego Rosyjskiego Korpusu Ochronnego. Od 1942 r. w stopniu feldfebla dowodził plutonem broni ciężkiej 1 Batalionu 3 Pułku, a następnie w stopniu porucznika 1 Batalionem 4 Pułku. Po zakończeniu wojny wyjechał do Wielkiej Brytanii.